# Милован Ђорић
Милован Ђорић (Биоска, 6. август 1945) је бивши југословенски фудбалер и фудбалски тренер. Тренутно је председник стручног већа тренерске академије Фудбалског савеза Србије.

## Фудбалска каријера
Милован Ђорић је своју играчку каријеру започео као омладинац у Ужичком Јединству, а врло брзо је прешао у Слободу. На поклон, од тима за који је играо, добио је стан. Свој највећи изазов у каријери доживео је 1967. године када је прешао у Црвену звезду. За Црвену звезду одиграо је 136. утакмица и постигао 7. голова. После шест сезона одиграних за Црвену звезду, 1973. године Ђорић је отишао у шпански Реал Овиједо, за који је одиграо 32 утакмице али није постигао ниједан гол.

## Репрезентација
За сениорску репрезентацију Југославије је одиграо једну утакмицу, то је била пријатељска утакмица на стадиону ЈНА против репрезентације Румуније одиграна 3. септембра 1969. године, а резултат је био 1:1.

## Тренерска каријера
Тренерски деби, Ђорић је имао у Чукаричком. Потпуну тренерску афирмацију стекао је као тренер Сутјеске из Никшића коју је вратио у прву савезну лигу. Након тога, радио је у Приштини, Нишу, Подгорици, Чачку, али и био селектор репрезентације Салвадора, као и млађих селекција Србије.